# Severnyj vestnik
Severnyj vestnik (traslitterazione del cirillico: Северный вестник; in lingua italiana: L'Araldo del Nord o Il messaggero del Nord) è stata una rivista politica e culturale russa a periodicità mensile, di indirizzo dapprima populista e successivamente decadente, pubblicata a San Pietroburgo (Impero russo) fra il 1885 e il 1898.